# 柯倫海崖

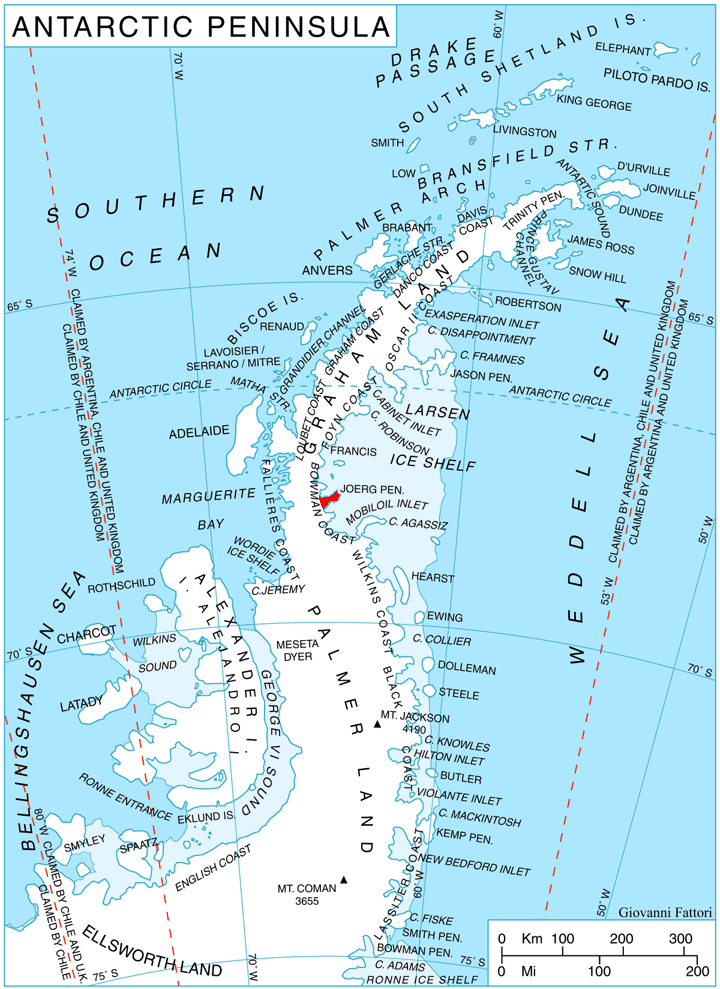

柯倫海崖（英語：Curran Bluff），是南極洲的海崖，位於葛拉漢地的鮑曼海岸，長4公里，海拔高度910米，在1935年11月21日由美國探險隊發現，現時由南極條約體系管理。